# The Table
The Table (en hangul, 더 테이블; RR: Deo teibeul) es una película surcoreana de 2016, dirigida por Kim Jong-kwan y protagonizada por Jung Yu-mi, Han Ye-ri, Jung Eun-chae e Im Soo-jung.

## Sinopsis
La película muestra cuatro conversaciones que mantienen a lo largo de un día sendas mujeres sentadas a la misma mesa de un café, en una zona tranquila de Seúl. La primera, Yoo-jin (Jung Yu-mi), es una actriz de fama que se encuentra con un antiguo novio, el cual parece más interesado en alardear de su relación con una celebridad que en ella misma, que tiene tal vez nostalgia de un pasado irrecuperable. La segunda, Kyung-jin (Jung Eun-chae) es una joven que se reencuentra después de un año con un chico con el que tuvo una relación fugaz y que después se marchó a recorrer el mundo. La tercera es Eun-hee (Han Ye-ri), que habla con la mujer que fingirá ser su madre en las ceremonias de noviazgo y casamiento de aquella. La última, Hye-gyeong (Im Soo-jung), está también planeando su boda, pero antes de ella le propone a su exnovio continuar la relación como amantes, o al menos seguir juntos hasta el día en que se case.

## Reparto
- Jung Yu-mi como Yu-jin, una actriz de fama que siente nostalgia por una antigua relación.
- Jung Eun-chae como Kyung-jin, una chica que un año después vuelve a ver a quien la dejó tras un fugaz encuentro y se fue a recorrer el mundo.
- Han Ye-ri como Eun-hee, una estafadora que por dinero ha tenido ya algunos falsos matrimonios, pero ahora planea el de verdad.[4]
- Im Soo-jung como Hye-kyung, una mujer que planea su boda con un hombre pero no olvida a su antiguo amor.[5]
- Kim Hye-ok como Sook-hee, una mujer mayor que se gana la vida actuando como la madre en ceremonias de boda.
- Yeon Woo-jin como Woo-cheol, el exnovio de Hye-gyeong.[5]
- Jung Joon-won como Chang-seok.[6][7]
- Jeon Sung-woo como Min-ho.
- Lim Sun-woo como la propietaria del café.
- Jang Hae-min como cliente del café.
- Jung Ye-nok como cliente del café.

## Estreno y recepción
The Table es el segundo largometraje de su guionista y director, Kim Jing-kwan, después de Worst Woman, también de 2016, y de un gran número de cortometrajes. Según el propio Kim, la película refleja su «gusto por las historias cortas, que muestran diferentes vidas a través de la escritura corta. [...] A través de la conversación entre las cuatro parejas, la audiencia puede escuchar solo las secciones recortadas de la historia, no todo el proceso».
La película se presentó en la sección Panorama del Festival Internacional de Cine de Busan el 7 de octubre de 2016. El estreno en sala se retrasó hasta el 24 de agosto de 2017. El 18 de julio se había publicado el primer tráiler, y el 28 otros vídeos y carteles de la película.
The Table se exhibió en 272 salas de cine para un total de 103 254 espectadores, que dejaron en taquilla el equivalente a 690 947 dólares estadounidenses.

### Crítica
William Schwartz (HanCinema) ofrece dos interpretaciones de la película. En la primera, la presenta como «cuatro viñetas en las que Jung Yu-mi, Jung Eun-chae, Han Ye-ri y Lim Soo-jung se quedan negociando incómodamente lo que quieren en la vida de sus novios pasados y presentes, que saben sorprendentemente poco sobre sus mujeres». Son conversaciones breves, «terminan en menos de veinte minutos cada una porque la protagonista se da cuenta y obtiene lo que quiere o, alternativamente, decide que toda la experiencia fue una completa pérdida de tiempo». La otra interpretación, más severa, es que se trata de cuatro conversaciones aleatorias que se ofrecen al espectador con una mirada algo morbosa. Schwartz concluye: «aún así, al final hay un claro atractivo para ese tipo de anhelo de simplicidad [...] Si bien The Table puede ser técnicamente inútil, ofrece mucho en lo que pensar considerando el corto tiempo de ejecución».
Pierce Conran (Modern Korean Cinema) la define como una «colección elegante, delicada y humorística de cuatro conversaciones extensas [que] funciona maravillosamente como un largometraje». Del director destaca que su «cuidadosa atención a los detalles agrega cambios sutiles a la iluminación de diferentes segmentos a medida que avanza el día, y su ojo artístico [...] se concentra en magníficas imágenes de primer plano que enmarcan las conversaciones». Pero «los mayores logros de Kim son las interpretaciones a veces frescas, encantadoras y perceptivas que extrae de sus protagonistas. El cuarteto de actrices en torno a las que ha construido la película son excelentes».
Menos favorable fue la opinión de Elizabeth Kerr (The Hollywood Reporter), para quien The Table, aunque el director hace justicia a su gran reparto de actrices, tiene poca sustancia y toca temas trillados. Por ello cree que «está destinada a la reproducción en festivales y funcionará bien tanto en eventos de nicho (femeninos, asiáticos) como de amplio espectro, pero cualquier exposición más allá de eso será exagerada». Kerr concluye así su reseña: «No hay nada nuevo que extraer de The Table, pero es bueno ver a algunas de las actrices más subestimadas de la industria cinematográfica coreana en actuaciones más significativas que la de una bonita planta de interior que llora».